# Francisco Arderíus

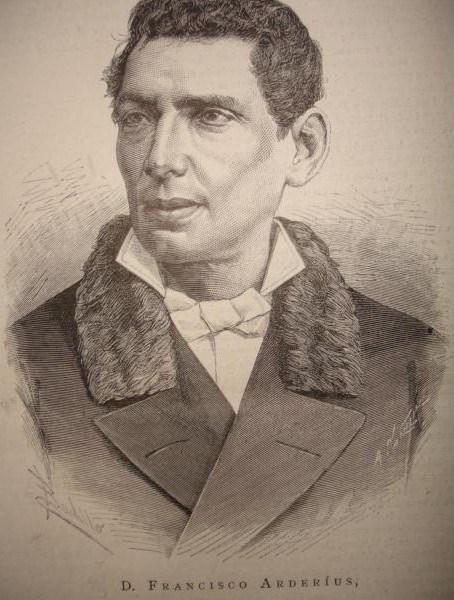
Francisco Arderíus, hacia 1875 (según dibujo de Félix Badillo, grabado por Arturo Carretero).

Francisco Arderíus Bardán (Evora, 17 de septiembre de 1836-Madrid, 21 de mayo de 1886) fue un músico, actor y empresario español nacido en Portugal que desarrolló su actividad teniendo como fondo histórico la revolución septembrina de 1868. Tras un viaje al París de Offenbach en 1855, puso en marcha los populares «Bufos madrileños» siguiendo el modelo francés. La nueva fórmula, con un estilo de teatro musical breve, divertido, picante y superficial, resultó un éxito popular en el marco de la escena española.

## Biografía
El propio Arderíus dejó un relato, bufo por demás, sobre el origen de su nacimiento, ocurrido en el año 1835, bautizado el 17 de septiembre y registrado en la parroquia de San Antao de Évora al día siguiente. A Arderíus, sin embargo le falló la memoria cuando escribió: "...Hoy que me he decidido a publicar mis memorias, con mi fe de bautismo en la mano, veo que nací en la año 1836 […] mi padre era andaluz; mi madre francesa y mi abuelo materno oriundo de Génova. También tengo un hermano; mi querido y buen Federico, actor muy cachazudo, que va engordando desmesuradamente, el cual nació en Inglaterra.

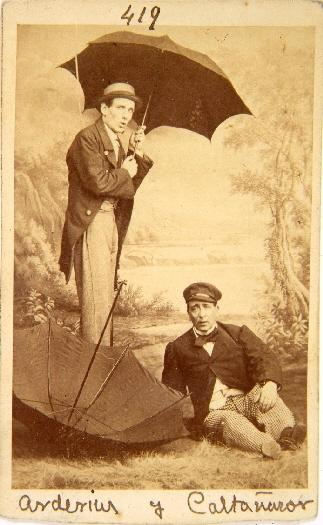
Francisco Arderíus y Vicente Caltañazor en La isla de san Balandrán de José Picón (1862), fotografía de J. Laurent. Museo de Historia de Madrid.

Sobre sus comienzos en la farándula escribió: "...me contraté de pianista en el café Minerva con cinco reales diarios y cena compuesta de bistek con patatas o café con media tostada a elección [...] Teniendo cierta vocación para la escena, por consejo de un amigo mío fui a ver a Joaquín Gaztambide, empresario del teatro de la calle Jovellanos, el cual después de muchas dificultades que tuve que vencer me contrató de corista con medio duro diario..."  Quizá ocurriera así. Lo cierto es que, por mediación de su tía y madrina, la famosa cantante característica María Bardán, Arderíus fue aceptado en la compañía de Gaztambide, de allí pasó a la del Teatro del Circo, regresando luego a la Zarzuela. Su presencia en los escenarios madrileños queda referida a partir de 1851, en pequeños papeles cómicos. Hacia 1857 coincide con el actor y barítono Ramón Cubero en el teatro de la Zarzuela, que luego se convertirá en su principal socio en la aventura de los bufos.
Su viaje a París en 1865 resultará providencial para la evolución del Arderíus actor al Arderíus empresario:

"El haber ido a París fue la causa de que medrase, rompiendo el círculo de hierro que oprime a los pobres, a los desheredados, como diría Pérez Escrich. En París había visto los bufos ¿Por qué no ha de haber también bufos en Madrid? (...) En esta bendita tierra somos muy aficionados a reírnos. Ni los males de la madre patria, ni los años de mezquinas cosechas, son causas suficiente para quitarnos el buen humor; por consiguiente tenemos algo de bufos en nuestro ser. ¡Pues habrá bufos en España!"

Y así, a partir de septiembre de aquel año 1866, los "Bufos Madrileños" se anuncian y representan por la nueva compañía que se fundaba en el teatro de Variedades, consiguiendo convertirse en poco más de un año en uno de los mejores negocios teatrales de la capital española. Como negocio publicitario paraleló, Arderíus concibió el Almanaque de los Bufos Madrileños, otro acierto empresarial que los redactores de El Sainete, parodiaban en estos versos:
«Tiene Paquito Arderíus
una caña de pescar,
con la que saca los cuartos
del bolsillo más recalcitrante
que se pueden ustedes imaginar».
Con Arderíus estaban otros libretistas, músicos y actores como José Escríu, Emilio Orejón, Alejandro Cubero (que luego buscaría fortuna con su compañía en Filipinas), Rosario Hueto, Celsa Fontfrede y el polifacético del Palacio. Precisamente Manuel del Palacio, Eusebio Blasco y Eduardo Saco, para celebrar el aniversario del nacimiento de Arderíus, crearon Tanto corre como vuela.
En 1868, buscando mayor aforo, los "bufos" se trasladaron al Teatro del Circo donde continuarían con similares éxitos hasta el otoño de 1872. Arderíus y sus bufos disolvieron la compañía en enero de 1873, cuando representaban El tributo de las cien doncellas, con música del maestro Barbieri.

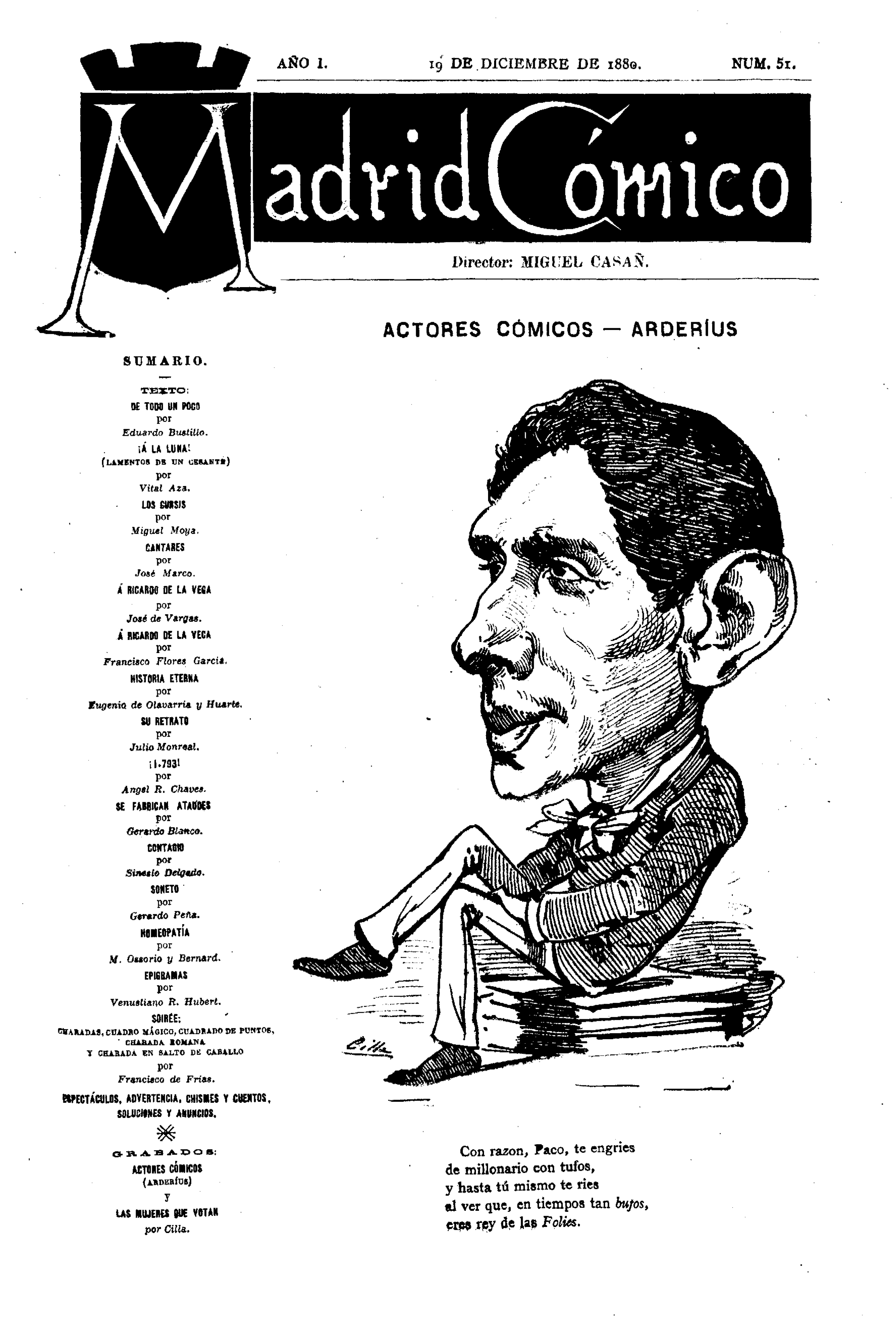
Caricaturizado por Cilla en la portada de Madrid Cómico (1880)

Francisco Arderíus, también llamado (con más ironía que admiración) "El príncipe de los bufos", "El general de los bufos" y "El bufo mayor", murió en su domicilio en el número 22 del paseo del Cisne, el 20 de mayo de 1886, tras padecer una larga enfermedad pulmonar, suceso del que quedó generosa constancia en la prensa madrileña.
Además de sus trabajos 'periodístico-propagandísticos' y algunas narraciones biográficas, puede mencionarse entre sus ensayos: La Ópera Española y la Zarzuela. Breves consideraciones sobre el arte lírico-dramático hechas por un antiguo bufo hoy empresario de zarzuela seria. Editada en 1882 por M.P. Montoya y Compañía, en Madrid.

### Losbufos madrileños
Como ocurre con todos los proyectos de éxito, la crítica fue mucha y muy variada; quede un ejemplo que firma Antonio Guerra y Alarcón:

"El buen gusto le podrá pedir cuentas de muchos desmanes contra el buen sentido en que incurrieron los cultivadores de un género bastardo, creado por una moda extravagante y pasajera y que envejeció en la juventud; pero es indudable que si Arderíus no hubiera sido el patrocinador de aquellas locuras nacidas en los teatros de París, y que nunca se acomodaron con su genuino y primitivo sabor a nuestra escena, otros empresarios lo hubieran realizado; eran delirios de aquel tiempo, llenos de gracia algunos y chispeantes de ingenio y de malicia, pero torpes y mal intencionados con frecuencia."

### La Correspondencia de los Bufos
Este fue el nombre del semanario editado durante 1871 por Arderíus, y subtitulado como periódico semanal: eco parcial de la empresa de Los Bufos Arderíus. De talante apolítico, y concebido para defender el buen nombre y los intereses de la Compañía Los Bufos Arderius, incluyó también información de otros teatros y espectáculos, incluidos bailes, ferias y actividades de los salones aristocráticos de Madrid. Su tono burlesco se adornó con charadas, poemas, epigramas y un espacio dedicado al folletín. A partir del número seis, sus portadas incluyeron grabados y caricaturas de Cubas. Dirigido por Alfredo Guerra Arderius, entre sus numerosos colaboradores estuvieron Antonio de San Martín, Santiago Infante de Palacios, Mariano Lerroux y Francisco Asenjo Barbieri. Compuesto de cuatro páginas, llegaron a editarse 26 números. Aunque en el del 12 de agosto de 1871 se despidió hasta octubre, ya no volvería a aparecer.